# 21e régiment de marche de volontaires étrangers
Le 21e régiment de marche de volontaires étrangers est une ancienne unité militaire de la Légion étrangère.

## Histoire

### Création
Il est créé le 29 septembre 1939 au Barcarès,.

### Drôle de guerre
Le régiment quitte Le Barcarès le 30 avril 1940 pour la ligne Maginot. Il est relevé le 18 avril 1940.

### Campagne de France
Il est engagé les 8 et 9 juin. Le régiment doit se replier sur l’Aire, dans l’Argonne. Le régiment est retiré du front le 14 juin, pour être réorganisé.
Le régiment perd la moitié à deux tiers de ses effectifs durant les affrontements.

### Dissolution
Après la signature de l’Armistice, il est dissous en juillet 1940.
Les soldats suivent des trajectoires diverses : certains sont détenus dans des camps de prisonniers allemands ; d’autres entrent dans la Résistance. D'autres quittent l’Europe pour revenir participer à la Libération. D’autres encore gagnent la zone non occupée puis sont livrés aux nazis par les autorités de Vichy, de nombreux Juifs sont déportés dans les camps d’extermination en Allemagne et en Europe de l’Est.

### Postérité
En 1955 un monument est érigé au Barcarès en mémoire des soldats engagés dans le 21, 22e et 23e régiment. Une cérémonie y a lieu chaque 30 avril, animée par le 2ème régiment étranger d’Infanterie.

## Composition
Il était composé de 2 800 engagés volontaires étrangers enrôlés pour la durée de la guerre.
Ce sont des républicains espagnols retenus au camps de rétention du Barcarès.